# Krzyżówka (Pruchnik)
Krzyżówka – część miasta Pruchnik w południowo-wschodniej Polsce, w województwie podkarpackim, w powiecie jarosławskim. Leży na północno-wschodnich rubieżach miasta, przy skrzyżowaniu ulicy Grunwaldzkiej z ulicami Zamkową i Lipową.
Do końca 2006 roku była to miejscowość w gminie Roźwienica. 1 stycznia 2007 włączono ją do gminy Pruchnik. W skład Pruchnika weszła w związku z nadaniem mu statusu miasta 1 stycznia 2011.